# Karl Axel Ekbom
Pour les articles homonymes, voir Ekbom.
Karl Axel Ekbom, né le 23 septembre 1907 à Göteborg et mort le 15 mars 1977 à Uppsala, est un médecin neurologue suédois. Il fut titulaire de la chaire de neurologie à l'université d'Uppsala de 1958 à 1974.

## Travaux
Il est connu pour avoir été le premier à décrire, en 1945, le syndrome des jambes sans repos (ou syndrome de Wittmaack-Ekbom). Il a aussi laissé son nom à un syndrome psychiatrique rare, le délire dermatozoïque qu'il décrivit en 1938.